# Calopăr
Calopăr é uma comuna romena localizada no distrito de Dolj, na região de Oltênia. A comuna possui uma área de 50.82 km² e sua população era de 3890 habitantes segundo o censo de 2007.